# Alix de Francia
Alix de Francia (1150/1151-1195), también llamada Adelaida de Francia, fue una noble francesa, hija del rey Luis VII de Francia (1120-1180) y de su primera esposa, Leonor de Aquitania (1122-1204). Por matrimonio fue condesa de Blois.
Tras la separación de sus padres (1152), su padre Luis VII se casó con Adela de Champaña en 1160.

## Matrimonio e hijos
Alix se casó en 1164 con Teobaldo V de Blois (1129-1191), conde de Blois y de Chartres, viudo de Sibylle de Châteurenard, y tuvieron seis hijos:
- Teobaldo, muerto joven.

- Luis (1172-1205) conde de Blois, de Chartres y de Clermont

- Enrique, muerto joven.

- Margarita (1170-1230), condesa de Blois y de Châteaudun. Casada hacia 1183 con Hugo III de Oisy, vizconde de Cambray (muerto en 1189); casada en segundas nupcias hacia 1190 con Otón I, conde de Borgoña (muerto en 1200); y por último con Gautier II de Avesnes, señor de Guisa (muerto en 1246).

- Adelaida, abadesa de Fontevrault en 1190.

- Isabel (muerta en 1248), condesa de Chartres y de Romorantin, casada en primeras nupcias con Sulpicio de Amboise. Casada después con Juan de Montmirail, vizconde de Cambray (muerto en 1244).